# Caspar Haßler
Caspar Haßler, auch Hassler oder Hasler (* 15. August 1562 in Nürnberg; † 19. August 1618 ebenda) war ein deutscher Organist, Musikherausgeber und Komponist der späten Renaissance.

## Leben und Wirken
Caspar Haßler war der Sohn des Nürnberger Edelsteinschneiders und Organisten Isaak Haßler und Bruder der Komponisten Hans Leo und Jakob Haßler. Caspar wurde wohl großenteils durch seinen Vater zum Organisten ausgebildet; anschließend wurde er 1586 Organist an St. Egidien als Nachfolger von Hans Heyden, der später sein Schwiegervater wurde. Ein Jahr später, am 15. August 1587, bekam er die Berufung an die Nürnberger Kirche St. Lorenz als Nachfolger von Wilhelm Endel. Einen Ruf an die Kirche St. Sebald hatte er 1586 wegen zu umfangreicher amtlicher Verpflichtungen abgelehnt, und Hans Christoph Heyden, sein Schwager, übernahm die Stelle. 30 Jahre später, am 19. November 1616, übernahm Caspar dann doch diese Stelle als Nachfolger seines Schwagers, und das Amt an St. Lorenz ging an Johann Staden.
Caspar heiratete am 13. Mai 1588 Hester Heyden (* 1566), die Tochter von Hans Heyden. Aus der Ehe gingen sieben Söhne und sechs Töchter hervor, unter ihnen Johann Benedikt Haßler (1594 – nach 1646), der im Jahr 1618 Organist an der Nürnberger Liebfrauenkirche wurde.
Caspar Haßler reiste 1587/88, 1614 und 1616 mehrmals ohne Erlaubnis des Nürnberger Stadtrats zu den Fuggern nach Augsburg, die ihn besonders schätzten. Deshalb geriet er in diesen Jahren in heftigen Streit mit dem Nürnberger Rat und konnte nur mit Mühe einer Gefängnisstrafe entgehen. Ähnliche Konflikte entstanden wegen der städtischen Gebührenordnung, über die er sich öfters hinwegsetzte. Hierbei halfen ihm seine guten Kontakte mit höher gestellten Personen, später auch seine amtliche Tätigkeit als Unterkäufel (Zwischenhändler) vor gravierenden Folgen. Zusammen mit seinen beiden Brüdern Hans Leo und Jakob betrieb Caspar auch Geschäfte im Silberhandel, im Bergwerkswesen und als Geldverleiher. Bei letzterem wirkte er öfters im Auftrag seines Bruders Hans Leo, der hier besonders geschickt war. Auf diesem Wege waren beide im großen Stil Kreditgeber von Graf Johann Georg von Hohenzollern in Hechingen und sogar von Kaiser Rudolf II. Auf solche Aktivitäten geht mit Sicherheit im Jahr 1595 die Erhebung der drei Brüder in den Adelsstand zurück, ebenso auch die sogenannte „Wappenbesserung“ aus dem Jahr 1605.
Caspar Haßler war ab 1588 Mitglied des bürgerlichen Musikkollegiums Kränzleingesang, das in der italienischen Humanistentradition stand. Insbesondere war er aber ein überaus geschätzter und begehrter Orgelfachmann, der weit über Nürnbergs Grenzen hinaus bekannt war. Er richtete dabei sein besonderes Augenmerk auf die korrekte Chortonhöhe der von im betrauten Instrumente. Auf diesem Wege wurde er 1596 mit seinem Bruder Hans Leo und Michael Praetorius eingeladen, im Auftrag des Braunschweiger Landesherrn die Orgelüberprüfung an der Schlosskirche Gröningen vorzunehmen. Im Jahr 1607 überprüfte er die Orgel der Nürnberger Egidienkirche, die von Peter Grünewald erbaut worden war, und im Jahr 1617 die Orgel des Würzburger Doms St. Kilian sowie vielleicht die Orgel in Windsheim. Noch im gleichen Jahr beaufsichtigte er die Orgelrestaurierung an der Nürnberger Sebalduskirche, worüber sich Johann Staden als Organist lobend äußerte.

## Bedeutung
Das musikhistorisch bedeutsamste Werk von Caspar Haßler ist die Herausgabe mehrerer Sammlungen von polyphoner italienischer und süddeutscher Kirchenmusik. Von ihm ist auch eine vierstimmige Fantasia für Orgel überliefert, die in zwei Teilen imitativ gearbeitet ist, geschrieben in deutscher Orgeltabulatur.

## Werke
- Komposition
  - Fantasia à 4 für Orgel, als Canon di Casparo Haslero überliefert (veröffentlicht in Utwory z Oliwskiej Tabulatury Organowej, Band 2, hrsg. von Jan Janca, Gdansk 1997).
- Editionen
  - Sacrae symphoniae, diversorum excellentissimorum authorum […] tàm vivis, quàm instrumentalibus accomodatae zu 4 – 16 Stimmen, Nürnberg 1598, 2. Auflage 1601 (Widmung an Octavian Secundus Fugger)
  - Magnificat octo tonorum, diversorum excellentissimorum authorum zu 4 – 12 Stimmen, Nürnberg 1600
  - Sacrarum symphoniarum continuatio zu 4 – 12 Stimmen, Nürnberg 1600
  - Sacrae symphoniae, diversorum excellentissimorum authorum, Nürnberg 1613 (um 59 gekürzte und um 22 neue Stücke erweiterte Gesamtausgabe von 1598 und 1600).